# Дакини
Да́ки́ни (санскр. डाकिनी, IAST: ḍākinī; тиб. མཁའ་འགྲོ mkha' 'gro; монг. дагина; кит. 空行母) — в кашмирском шиваизме и тантрическом буддизме женские духи, носительницы тайных учений.
Это просветленные энергии, богини. Так как они развивались по пути тантрических и других мистический практик, которым покровительствует богиня Кали, то, соответственно, и дакини — тоже являются гневными божествами, как и богиня Кали.
Изображаются в устрашающем виде, из-за чего некоторые воспринимают их как «демонические», «темные» существа.

## Функции

### Индуизм
В традиционной индуистской мифологии дакини — демонические существа женского пола, составляющие свиту богини Кали. Это злобные и вредоносные духи женского пола, которые пьют кровь младенцев, насылают на людей безумие, портят скот и причиняют множество бедствий. Они называются также ашрапами (кровопийцы) и представляют собой одно из звеньев особой мифологической иерархии кровожадных богинь, почитаемых шиваитами. Дакини посвящали людей в тайны Дхармы. Их изображали в достаточно неприглядном виде, что было связано с их яростным неприятием человеческого стремления продлить существование в сансаре.

### Буддизм Ваджраяны
В учениях буддийских тантрических школ дакини — спутницы божеств-йидамов (Найратмья, Курукулла, Ваджрайогини, Ваджраварахи, Симхамукха и т. д.). Несмотря на свой зачастую гневный или уродливый облик, считаются воплощениями женского начала и почитаются как защитницы стремящихся к Пробуждению и носительницы высшего знания. Также они являются одним из трёх корней в тантрическом буддизме, то есть для практика ваджраяны они выступают объектом прибежища. Литература Ваджраяны содержит множество легенд о том, как дакини посвящали буддийских йогинов в неизвестные ранее учения.
В народном религиозном культе Тибета дакини отождествлены с богинями добуддийского пантеона; например, в Ладакхе до сих пор существует обычай приглашать на свадьбу 500 тысяч дакини, которые, по поверью, приносят счастье молодоженам. Обычно дакини изображаются в виде прекрасных обнаженных женщин или уродливых старух, а также женщин с головами животных. Атрибуты дакини — жезл кхатванга, дигуг и капала. Они носят корону и ожерелье из черепов, их тела покрыты бесчисленными ожерельями из человеческих костей.
Основной тип легенд, где фигурируют дакини — это рассказы о том, как дакини являются медитирующему отшельнику и открывают ему суть духовных практик. Так, например, Наро-дакини связана с махасиддхой Наропой, который получил от неё духовные знания и создал ритуал её почитания — «Садхану Наро Кхечари». Считается, что верующие, которые успешно занимаются её практикой и поют её призывания и мантры, могут предотвратить войну, болезни, бедствия и голод, а также способны преодолеть всевозможные враждебные силы.

Покинув мирскую жизнь, Наропа получил посвящение от настоятеля Буддхасараны и затем предпринял путешествие в Наланду, огромный монастырский университет в Бихаре, где изучал читтаматру и философию мадхьямики. Со временем он достиг положения видного учёного в Наланде, став в конечном итоге одним из четырёх «стражников» четырёх ворот этого заведения. В то время он был известен как Абхаякирти (санскр. Abhayakīrti, букв. «Слава Бесстрашия»).
И в этот момент посредством благословения дакини Наропе было внушено желание оставить монастырь. Однажды, когда он читал книгу, перед ним упала тень, и, подняв взгляд, Наропа увидел перед собой мерзкую старуху. Когда ведьма спросила, что он читает, он ответил, что читает сутру и тантру. Тогда старуха спросила, понимает ли он истинное значение текста, и Наропа ответил: «Я понимаю слова и значение». Этот ответ привёл ведьму в бешенство, и вне себя от раздражения она обвинила его во лжи. Наропа, вынужденный признать справедливость этого обвинения, в тот же момент осознал, что эта женщина — дакини. Тогда Наропа спросил её, кто же знает истинное значение, и та ответила, что это знает только её брат Тилопа, и что именно он должен стать гуру Наропы. Когда она растаяла в воздухе, Наропа понял, что у него нет другого выхода, кроме как оставить Наланду и искать Тилопу, под руководством которого он впоследствии добился всех высших и обычных реализаций.

## Женщины-дакини
В тантрической практике Ваджраяны дакини может называться женщина-лама, обладающая признаками дакини при рождении, как в монашестве, так и в миру. Каждая такая женщина считается земным воплощением дакини. В начале XX века дакини была объявлена супруга монгольского Богдо-хана, хатун Дондогдулам.
Существует также символический язык дакини, многие из обнаруженных тертонами ранее сокрытых текстов практик написаны именно на нём.